# Котешки гекон
Котешките гекони (Aeluroscalabotes felinus), наричани също ловкоопашати гекони, са вид дребни влечуги от семейство Eublepharidae, единствен представител на род Aeluroscalabotes.
Разпространени са в Югоизточна Азия, главно в относително по-хладните планински екваториални гори в региона. Достигат 18 сантиметра дължина на тялото с опашката, като мъжките са малко по-дребни. Дължат името си на навика да спят с навита около тялото опашка. Водят полудървесен начин на живот и се хранят с различни дребни насекоми.